# David S. Doyle

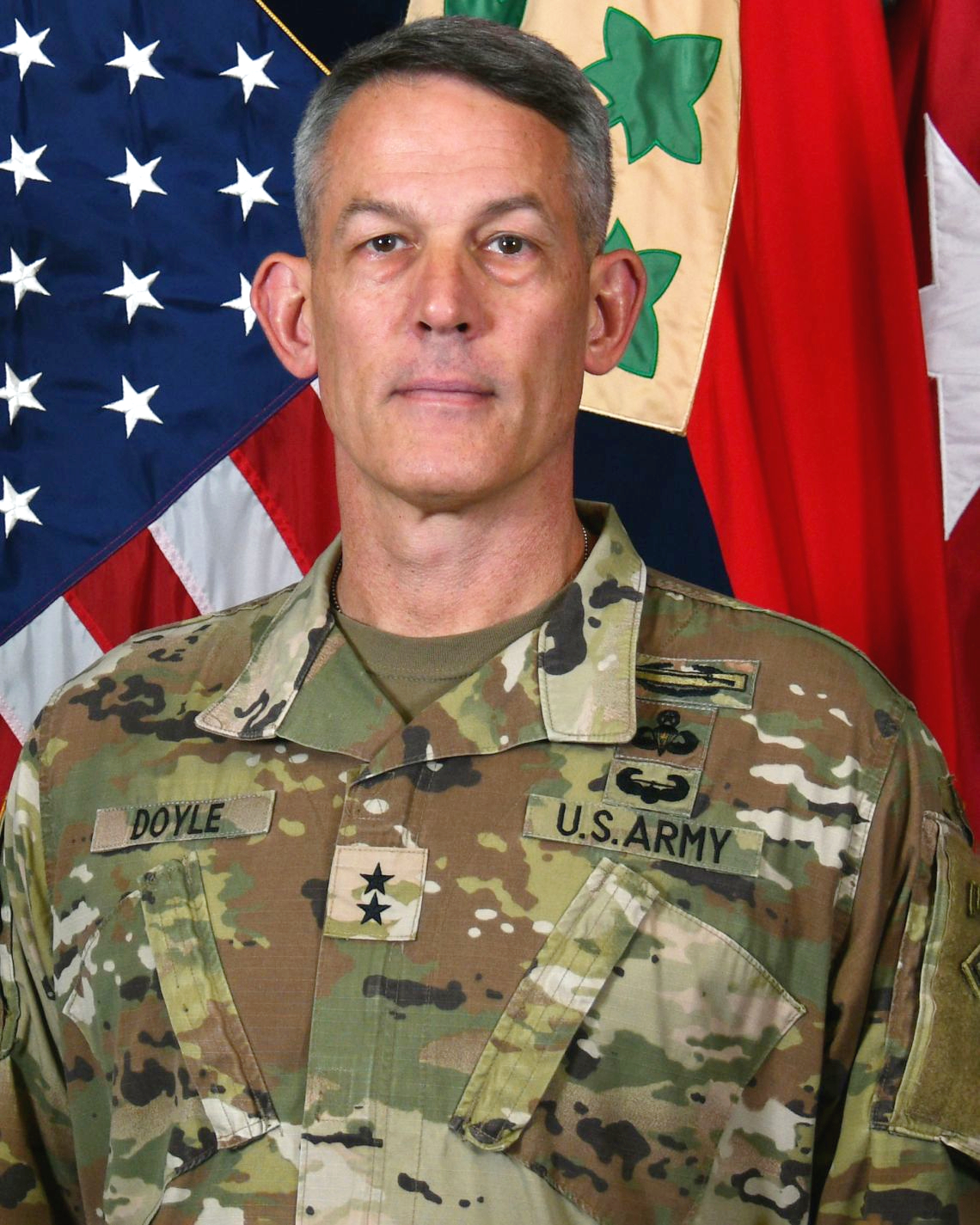
David S. Doyle (2023)

David Scott Doyle (* um 1971 im Bundesstaat New York) ist ein Generalmajor der United States Army. Zurzeit (Mai 2024) kommandiert er die 4. Infanteriedivision.
In den Jahren 1989 bis 1993 durchlief David Doyle die United States Military Academy in West Point. Nach seiner Graduation wurde er als Leutnant der Infanterie zugeteilt. In der Armee durchlief er anschließend alle Offiziersränge vom Leutnant bis zum Zwei-Sterne-General.
Im Lauf seiner militärischen Karriere absolvierte er verschiedene Kurse und Schulungen. Dazu gehörten unter anderem der Infantry Officer Advanced Course, das Command and General Staff College, die School of Advanced Military Studies und das National War College.
In seinen jüngeren Jahren absolvierte er den für Offiziere in den niederen Rangstufen üblichen Dienst in verschiedenen Einheiten und Standorten. Dazu gehörten auch Aufgaben als Stabsoffizier in verschiedenen Hauptquartieren. Im weiteren Verlauf seiner Karriere kommandierte er Einheiten auf fast allen Ebenen bis zum Divisionskommandeur. Mit einem zur 101. Luftlandedivision gehörendem Bataillon war er in Panama eingesetzt. Später diente er in einem Bataillon der 82. Luftlandedivision und dann im 3. Rangerbataillon.
Im Irakkrieg war Doyle im Jahr 2003 Kompanieführer in diesem Bataillon. Danach gehörte er dem Stab des übergeordneten 75. Rangerregiments an. Im Jahr 2004 absolvierte er das Command and General Staff College. Anschließend kehrte er zum 3. Rangerbataillon zurück, wo er in den Jahren 2004 bis 2008 Stabsoffizier war. Dabei wurde er zwischenzeitlich in dieser Funktion in den Irak und nach Afghanistan versetzt. Im Jahr 2009 absolvierte er die School of Advanced Military Studies in Fort Leavenworth in Kansas.
Danach wurde er zum Stab der Joint Chiefs of Staff in Washington, D.C. versetzt, wo er in der pakistanisch-afghanischen Koordinationsabteilung (Pakistan Afghanistan Coordination Cell) tätig war. Zwischen Januar 2010 und Mai 2012 kommandierte David Doyle das 2. Bataillon des 325. Luftlanderegiments. Anfang 2010 war er mit seiner Einheit in Haiti im Rahmen der Operation Unified Response beteiligt. Dabei ging es um Hilfsmaßnahmen nach einem Erdbeben. Im Jahr 2011 war er bei der Operation New Dawn im Irak im Einsatz.
In den Jahren 2012 und 2013 absolvierte Doyle das National War College in Washington, D.C. Daran schloss sich eine Versetzung nach Kabul in Afghanistan an. Dort war er in der CJ3 Stabsabteilung für Operationen des von der NATO geführten Special Operations Component Command-Afghanistan tätig. Es folgte eine Versetzung zur 10. Gebirgsdivision, wo er das Kommando über deren 2. Brigade übernahm. Mit dieser Brigade war er im Rahmen der Operation Resolute Support in den Jahren 2015 und 2016 erneut in Afghanistan eingesetzt. Daran schloss sich eine Versetzung zur 7. Infanteriedivision an, wo er Divisionsstabschef wurde. In den Jahren 2017 und 2018 war Doyle Stabsoffizier beim Joint Readiness Training Center in Fort Polk dem heutigen Fort Johnson in Louisiana. Im August 2018 wurde er erneut in den Irak versetzt. Dort leitete er die Stabsabteilung für Operationen der Combined Joint Task Force, die im Rahmen der Operation Inherent Resolve tätig war. Diese Aufgabe erfüllte Doyle zwischen August 2018 und August 2019. In diese Zeit fiel am 2. Juli 2019 seine Beförderung zum Brigadegeneral.
Nach dem Ende dieser Mission wurde er zum Fort Bragg dem heutigen Fort Liberty in North Carolina versetzt. Dort übernahm im September 2019 die Leitung der Stabsabteilung G4 für Logistik und Nachschub der 82. Luftlandedivision. Diese Funktion übte er bis zum Juli 2020 aus. In den Monaten Juli bis Oktober 2020 war er ebenfalls in Fort Bragg (Fort Liberty) als Special Assistant Mitglied im Stab des XVIII. Luftlandekorps.
Zwischen Oktober 2020 und Juli 2022 war er in Fort Polk bzw. Fort Johnson Kommandeur des Joint Readiness Training Centers. Es folgte eine Versetzung zur MacDill Air Force Base in Florida, wo er unter Beförderung zum Generalmajor das Amt des Stabschefs des United States Central Commands übernahm. Diese Aufgabe nahm er zwischen Juli 2022 und Juni 2023 wahr. Anschließend übernahm er das Kommando über die in Fort Carson in Colorado stationierte 4. Infanteriedivision. Dieses Amt hat er bis heute (Mai 2024) inne.

## Orden und Auszeichnungen
David Doyle erhielt in seiner militärischen Laufbahn unter anderem folgende Auszeichnungen:
- Defense Superior Service Medal
- Silver Star
- Legion of Merit
- Bronze Star Medal
- Defense Meritorious Service Medal
- Meritorious Service Medal
- Joint Service Commendation Medal
- Army Commendation Medal
- Army Achievement Medal
- Armed Forces Expeditionary Medal
- Operation Inherent Resolve Campaign Medall
- Humanitarian Assistance Award
- Armed Forces Service Medal
- NATO-Medaille